# Аменда, Карл
Карл Фердинанд Аменда (нем. Karl Ferdinand Amenda; 4 октября 1771, Курляндия — 8 марта 1836, Тальсен, Курляндская губерния, Российская империя) — остзейский немецкий пастор, скрипач, поданный Российской империи, друг и адресат писем Людвига ван Бетховена.

## Биография
Родился в 1771 году в Курляндии. Окончил учебное заведение Academia Petrina в Митаве (ныне — Елгава, Латвия), после чего изучал богословие в Йенском университете (1792—95). После окончания университета, Аменда, хорошо игравший на скрипке, несколько лет путешествовал по Европе как музыкант, давая концерты в разных городах (Лозанне, Констанце, Франкфурте-на-Майне). Весной 1798 года он прибыл в Вену, где пробыл до июля/августа следующего 1799 года. Там он работал чтецом у мецената и любителя музыки князя Иосифа Лобковица и учителем детей Констанции Моцарт, там же познакомился с Бетховеном.
Затем Аменда через Ригу вернулся в Митаву. В 1802 году он женился на уроженке Швейцарии Жанетте Бенуа, а в 1802 году получил лютеранский приход в Тальсене (ныне Талси, Латвия).
Во время пребывания в Вене, Аменда стал одним из ближайших друзей Бетховена, который 25 июня 1799 года посвятил ему раннюю версию своего 1-го струнного квартета. На титульном листе партии первой скрипки Бетховен разместил дарственную надпись:
«Дорогой Аменда! Воспринимайте этот квартет как скромный памятник нашей дружбе! Всякий раз, когда вы играете его, вспоминайте дни, которые мы провели вместе, и, в то же время помните о том, как хорошо вам было с вашим другом Людвигом ван Бетховеном.»
Позже оба поддерживали связь друг с другом и написали друг другу множество писем. Когда Бетховен начал глохнуть, то Аменда стал первым, кому он признался в этом (в письме от 1 июля 1801 года). В письме от 5 января 1806 года, адресатом которого был их общий друг Андреас Штрайхер, Аменда описал свою дружбу с Бетховеном так: «Мне бы хотелось посвятить всю свою жизнь этому человеку».
Аменда скончался в 1836 году в Тальсене, и, согласно своему завещанию, был похоронен не на церковном кладбище, а на высоком холме, расположенном в живописном месте поблизости от города.
В дальнейшем, дружба Аменды и Бетховена неоднократно становилась предметом интереса музыковедов, а могила Аменды в Талси стала местной достопримечательностью.

### Экранизация в кино
аббат Аменда в фильме Жизнь Бетховена 1978 года (роль исполнил Юрис Стренга).